# 大花木槿
大花木槿（学名：Hibiscus syriacus f. grandiflorus）为锦葵科木槿属木槿下的一个变型。分布在中国大陆的江苏、广西、江西、福建等地，目前尚未由人工引种栽培。